# Hans-Joachim Altendorff
Hans-Joachim Altendorff (* 22. Dezember 1940 in Berlin; † 12. Mai 2016) war ein deutscher Fußballspieler. In den Jahren 1961 und 1963 wurde er als Aktiver von Hertha BSC Meister in der Vertragsliga Berlin und 1966 bis 1968 in der Fußball-Regionalliga Berlin; 1971/72 mit Wacker 04 Berlin.

## Karriere

### Vertragsligafußball, bis 1963
Mit dem Aufsteiger SV Norden-Nordwest belegte der 19-jährige Hans-Joachim Altendorff in der Saison 1959/60 in der Vertragsliga Berlin den zehnten Rang und hatte dabei in 25 Spielen neun Tore erzielt. Sein Debüt gab er am 27. September 1959 beim 2:2-Remis gegen Wacker 04 Berlin. Er wurde zur Saison 1960/61 von Hertha BSC verpflichtet und gehörte den Meistermannschaften von Hertha in den Jahren 1961 und 1963 an. Bei der Hertha debütierte er in der Oberliga Berlin am 7. Rundenspieltag, den 25. September 1960, bei einem 3:0-Heimerfolg gegen den Berliner SV 92. Er war an der Seite von Mittelläufer Günter Schüler als rechter Außenläufer im Einsatz gewesen. Am Rundenende hatte er 20 Ligaeinsätze mit sechs Toren zu verzeichnen. In seiner ersten Endrunde um die deutsche Fußballmeisterschaft waren fünf Spiele (1 Tor) dazu gekommen. Als Hertha in der letzten Saison der Vertragsliga, 1962/63, mit 45:9 Punkten und 95:34 Toren überlegen die Meisterschaft vor dem SC Tasmania 1900 und Tennis Borussia gewann, holte sich Altendorff – in den Saisons zuvor war er als Außenläufer oder Halbstürmer zum Einsatz gekommen – mit 41 Treffern auf der Mittelstürmerposition die Torjägerkrone. Erwin Bruske (Tasmania) mit 18 und Vereinskamerad Helmut Faeder mit 15 Toren folgten mit deutlichem Abstand auf den Plätzen. Die Saison eröffnete der Vizemeister des Jahres 1962 am 19. August 1962 mit einem 10:1-Erfolg gegen den SC Tegel (Deutscher Amateurmeister des Jahres 1962) und Altendorff steuerte dabei sieben Tore bei. Am zweiten Spieltag – 4:0-Erfolg gegen den Berliner SV 92 – gelangen ihm drei Tore und damit führte er die Torjägerliste vom ersten bis zum letzten Spieltag der Saison überlegen an. Im Angriff operierte Trainer Johannes Sobek in dieser Runde an der Seite von Altendorff mit den Spielern Lothar Groß, Helmut Faeder, Lutz Steinert, Werner Lange und Eberhard Borchert. Sein letztes Spiel in der Oberliga Berlin bestritt er mit Hertha BSC am 4. Mai 1963 bei einem 4:1-Auswärtserfolg beim SC Tegel. Im Angriff hatte Trainer Sobek die Spieler Lange, Faeder, Altendorff, Steinert und Borchert dabei aufgeboten.
Hatten Altendorff und seine Mitspieler in der Endrunde 1961 mit dem 4:3-Auswärtserfolg gegen den 1. FC Köln – vier Tore gegen die „Geißböcke“-Abwehr mit Fritz Ewert, Georg Stollenwerk, Karl-Heinz Schnellinger, Christian Breuer, Leo Wilden und Hans Sturm – und dem 3:3-Remis beim späteren Deutschen Meister 1. FC Nürnberg noch leistungsmäßig gegen die Konkurrenz aus den starken Oberligen aus dem Westen und Süden zumindest punktuell überzeugen können, traf dies in der Endrunde 1963 nicht mehr zu. Mit 8:19 Toren und 3:9 Punkten belegte der Berliner Meister den letzten Gruppenplatz. Beide Spiele gegen Köln und Nürnberg wurden klar verloren, nur gegen den Südwestvertreter 1. FC Kaiserslautern holte man sich die drei Punkte. Altendorff erzielte drei Treffer in der Endrunde. Zwei bei der 3:6-Heimniederlage gegen den 1. FC Köln und ein Tor beim 3:0-Erfolg gegen den 1. FC Kaiserslautern. Von 1959 bis 1963 hatte Altendorff 91 Spiele in der Vertragsliga absolviert und dabei 63 Tore erzielt. In der Endrunde um die Deutsche Meisterschaft war er in elf Spielen zum Einsatz gekommen und erzielte vier Tore.

### Bundesliga und Regionalliga, 1963 bis 1971
Zum Premierenjahr der Bundesliga 1963/64 bekam Altendorff mit Harald Beyer, Uwe Klimaschefski, Otto Rehhagel und Carl-Heinz Rühl vier Neuzugänge von der Klubleitung präsentiert. Nach ordentlichem Start mit 4:4 Punkten stand die Mannschaft von Trainer Josef Schneider nach dem 11. Spieltag – 0:1-Niederlage beim FC Schalke 04 – mit 5:17 Punkten auf dem 15. Rang der 16er-Liga. Die Hinrunde wurde mit 11:19 Punkten auf dem 14. Rang beendet. Den Schlusstag der ersten Bundesligaserie beendeten die Mannen um Altendorff, Eder und Faeder mit einer 2:4-Niederlage bei Preußen Münster und konnten mit dem 14. Rang die Klasse erhalten. Altendorff hatte in 28 Einsätzen fünf Tore erzielt und war überwiegend als linker Außenläufer aufgelaufen. Er gehört dem Spielerkreis an, die am 24. August 1963 dem ersten Spieltag der Bundesliga, als Aktive die neue deutsche Leistungsklasse gestartet haben. Da für das zweite Jahr, 1964/65, mit Wolfgang Fahrian, Willibert Kremer, Kurt Schulz, Jürgen Sundermann und dem Berliner Eigengewächs Michael Krampitz fünf weitere Neuzugänge zu Hertha gekommen waren, kam Altendorff lediglich zu 14 weiteren Einsätzen, in denen ihm zwei Tore gelangen. Hertha belegte mit 25:35 Punkten erneut den 14. Rang und hielt sportlich die Klasse. Nach Saisonschluss wurde Hertha BSC aber wegen erheblicher Verstöße gegen die DFB-Statuten – die Zahlungen von Gehältern wurde auf 500 DM pro Monat, die Ablösesummen auf 50.000 DM und Handgelder auf 10.000 DM pro Spieler reglementiert – in die Regionalliga Berlin zwangsversetzt. Der DFB hatte die Kassenbücher geprüft und nach deren Ergebnis Hertha BSC zum Zwangsabstieg verurteilt.
Es folgten 1966 bis 1968 drei überlegene Meisterschaften in der Regionalliga Berlin. Insbesondere der Nichtaufstieg 1966 mit Spielern wie Wolfgang Fahrian, Altendorff, Gustav Eder, Kurt Schulz, Jürgen Sundermann, Lothar Groß, Hans-Günter Schimmöller, Michael Krampitz, Otto Rehhagel und Willibert Kremer mit 5:7 Punkten in der Aufstiegsrunde gegen die Konkurrenten Fortuna Düsseldorf, FK Pirmasens und Kickers Offenbach war verwunderlich. Erst im dritten Anlauf konnte 1968 die Rückkehr in die Bundesliga vollzogen werden. Ausgerechnet bei diesem Triumph zog sich Hans-Joachim Altendorff am zweiten Spieltag der Aufstiegsrunde, am 22. Mai, beim 1:0-Auswärtssieg gegen den 1. SC Göttingen 05, einen komplizierten Beinbruch zu, dessen Nachwirkungen ihn 1968/69 nur einen Bundesligaeinsatz gestatteten. Von 1965 bis 1968 hatte Altendorff 82 Regionalligaspiele absolviert und dabei 41 Tore erzielt und war in den drei Aufstiegsrunden in 16 Spielen für Hertha aktiv gewesen. Als zur zweiten Runde nach der Rückkehr in die Bundesliga, 1969/70, die Hertha mit Trainer Helmut Kronsbein auf dem Transfermarkt mit Wolfgang Gayer (Wiener SK), Lorenz Horr (SV Alsenborn) und Bernd Patzke (1860 München) weitere Verstärkungen nach Berlin holten, gehörte der 29-jährige Mittelfeldspieler wieder der Stammbesetzung an. In 26 Spielen erzielte er drei Treffer und Hertha BSC platzierte sich mit 45:23 Punkten hinter Meister Borussia Mönchengladbach und dem FC Bayern München auf dem dritten Rang. Er gehörte auch der Mannschaft (80 Minuten lang) an, die am 26. September 1969 (6. Spieltag) beim 1:0-Sieg im Heimspiel gegen den 1. FC Köln vor der bis heute gültigen Rekordzuschauerzahl von 88.075 spielte.
In der Saison 1970/71 bestritt der Routinier an zwölften Spieltag, beim 1:1-Remis gegen Rot-Weiss Essen sein letztes Bundesligaspiel. Hertha hatte mit László Gergely, Zoltán Varga und Hans-Jürgen Sperlich weiter aufgerüstet und konnte damit auf die Dienste von Altendorff verzichten. Von 1963 bis 1971 hatte er in der Bundesliga 70 Spiele absolviert und dabei zehn Tore erzielt. Im Messestädte-Pokal stehen für den Allroundspieler in diesem Zeitraum 13 Einsätze für Hertha zu Buche. Diese internationalen Begegnungen hatten im Jahre 1963 gegen den AS Rom begonnen, hatten 1969/70 in den Spielen gegen Union Las Palmas, Juventus Turin, Vitória Setúbal und Inter Mailand gegipfelt und endeten 1970/71 mit den zwei Partien gegen Spartak Trnava. Nach zwölf Runden bei Hertha BSC schloss sich Altendorff zur Runde 1971/72 Wacker 04 in der Regionalliga Berlin an.

### Regionalliga und 2. Bundesliga, 1971 bis 1975
Vier Runden spielte Altendorff nach seiner Hertha-Zeit noch bei Wacker 04 Berlin. Die letzten drei Runden des alten zweitklassigen Regionalligasystems, 1971 bis 1974, dann noch die Premierensaison der 2. Bundesliga, 1974/75, in der Gruppe Nord. Im ersten Jahr bei Wacker 04 feierte er den Meisterschaftsgewinn und auch den Sieg im Berliner Landespokal. 1973 und 1974 kam er mit seiner Mannschaft jeweils zur Vizemeisterschaft. In den drei Aufstiegsrunden – 1972, 1973, 1974 – bestritt der zuverlässige Mittelfeld- und Abwehrroutinier alle 24 Bundesligaaufstiegsspiele für seinen Verein. In den drei Spielzeiten in der Regionalliga Berlin bestritt er 82 Spiele, in denen er 23 Tore erzielte.
Sein letztes Pflichtspiel für Wacker absolvierte Altendorff am 23. März 1975 bei der 1:2-Heimniederlage in der 2. Bundesliga gegen St. Pauli. Unter den Trainern Peter Velhorn (bis Januar 1975) und Željko Čajkovski (ab Februar 1975) absolvierte er an der Seite der Mitspieler Peter Bien, Peter Hanisch, Wolfgang John, Horst Lunenburg und Bernd Sobeck nochmals 16 Spiele und schoss ein Tor. Im Sommer 1975 beendete Hans-Joachim Altendorff nach 16 Jahren Vertrags- und Lizenzfußball seine Laufbahn.